# Cinnamomum nanophyllum
Cinnamomum nanophyllum är en lagerväxtart som beskrevs av André Joseph Guillaume Henri Kostermans. Cinnamomum nanophyllum ingår i släktet Cinnamomum och familjen lagerväxter. Inga underarter finns listade i Catalogue of Life.